# 戴夫·傑臣
大衛·巴利·"戴夫"·傑臣（英語：David Barry "Dave" Kitson，1980年1月21日—）是一名英格蘭職業足球員，擔任前鋒，身材高大兼有一頭紅髮，在場上非常容易辨認，於2014年宣佈退出職業球員行列。

## 生平

### 剑桥联
傑臣在萊奇沃思花園城（Letchworth Garden City）成長，於18歲時他曾放棄在家鄉球隊希治（Hitchin Town）繼續參賽，專注於其日間工作，在全國連鎖超市森寶利任職急凍食品理貨員。他業餘時與朋友在當地週日聯賽參賽，擔任中堅，其後獲推薦到阿尼斯城（Arlesey Town）試訓獲得接納，由於隊中首席前鋒受重傷，初來步到的傑臣因而改踢前鋒。在一場對剑桥联預備隊的賽事被對方發掘並邀請簽約加盟。2001年3月17日傑臣為劍橋聯首次上陣出戰史篤城，其後一直保持有上陣，直到球季煞科日作客頂入其首個入球，他為劍橋聯上陣102場及射入40球。

### 雷丁

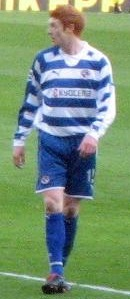
效力雷丁時的傑臣

2003年12月26日傑臣以15萬英鎊被賣到雷丁。他首季為雷丁效力在僅10場正選上陣即射入5球。2004/05年球季傑臣雖因受傷而缺陣一段時間，但他上陣38場射入19球，入球比率高達兩場入1球。翌年他維持高入球比率，上陣40場射入22球，而雷丁亦贏得英冠冠軍升班英超。
傑臣隨同雷丁升班到英超作賽，比3年前離開劍橋聯時連升了三級。他在新球季揭幕日主場3-2擊敗米杜士堡，射入雷丁在英超歷來首個入球，但卻遭受重創半場退下火線，這次受傷使他一直缺陣，直到2007年1月27日雷丁在英格蘭足總盃淘汰伯明翰城才告復出。3月27日傑臣將未來付託給雷丁，動筆簽署三年新約，直到2010年6月才屆滿。但他的首個英超球季僅上陣18場，分別在聯賽及足總盃各取得兩個入球。
2007/08年球季揭幕戰作客對曼聯，傑臣下半場72分鐘後補入替凯文·道尔，僅1分鍾便因攔截艾拉而遭球證出示紅牌驅逐離場。2007年12月1日主場1-1賽和米杜士堡，他先拔頭籌的入球是他為雷丁射入的第37球，使他成雷丁歷來首席射手。2008年1月傑臣對足總盃作出惹來爭議的評論，他說：『我們不打算贏得足總盃，說真的，我對此毫不在意。』。這季傑臣雖然上陣達到36場及射入10球，但雷丁在季尾煞科日確定降班返回英冠。

### 史篤城
2008年7月18日戴夫·傑臣以破球會轉會費紀錄的550萬英鎊由雷丁轉投英超升班馬史篤城。但直到季中戴夫·傑臣仍然未能為史篤城取得一個入球，有傳言他會離隊，但為主席彼得·科茨（Peter Coates）及領隊托尼·帕利斯（Tony Pulis）一同否認。2009年3月10日被外借返回雷丁直到球季結束，如雷丁能夠重返英超，戴夫·傑臣將會正式留效。重返雷丁的戴夫·傑臣隨即重拾射門鞋，10場上陣射入兩球。隨著雷丁在附加賽準決賽出局，爭取升級失敗後，戴夫·傑臣返回史篤城。
傑臣表示希望在史篤城從新開始，而季初他亦表現出色，於2009年8月26日在英格蘭聯賽盃1-0淘汰取得加盟以來首個競賽性入球；三天後聯賽主場對新特蘭，他再一箭定江山，協助球隊1-0獲勝兼在聯賽「開齋」；9月19日作客對保頓再入1球。雖然獲得領隊東尼·佩利斯點名稱讚，但他在史篤城鋒線仍然排在（Ricardo Fuller）及之後，加上季初來投的，傑臣上陣的機會更加減少，於11月17日獲外借到英冠球會米杜士堡兩個月。

### 樸茨茅夫
2011年夏季轉會窗關閉前傑臣和隊友（Liam Lawrence）被用作交換籌碼，被史篤城送到樸茨茅夫換回马克·威尔逊（Marc Wilson），傑臣簽約三年。隨著樸茨茅夫再次進行債務重組而被財務接管，於2012年降班英甲後更要清洗整體一隊球員以避免清盤，傑臣於8月3日與樸茨茅夫解約，效力期間上陣72場及射入12球。

### 錫菲聯
2012年8月31日傑臣以短約形式加盟英甲球會錫菲聯，簽約至12月31日。於上陣9場射入3球，協助球隊進佔聯賽榜次席後，錫菲聯於11月16日與傑臣延長合約至球季結束，並可優先續約1年。

### 牛津联
2013年 6月 27日, 傑臣加盟 英乙 球队牛津联, 签下一份两年合同。

## 榮譽
- 英格蘭足球冠軍聯賽
  - 冠軍：2005-06年；

## 外部連結
- 雷丁官網 戴夫·傑臣資料
- 史篤城官網 戴夫·傑臣資料
- 足球数据库：戴夫·傑臣的球员统计数据